# كوري كوبير
كوري كوبير (بالإنجليزية: Korey Cooper)‏ هي عازفة قيثارة إيقاعِ، بيانو، و مطربة في فرقة الكريستيان روك الأمريكية سكيليت.زوجها جون كوبير هو المغني الرئيسي و عازف قيثار في الفرقة.وهي تعتبر من الأعضاء المؤسسين للفرقة.

## روابط خارجية
- كوري كوبير على موقع ميوزك برينز (الإنجليزية)